# Francesc Permanyer i Tuyet
Francesc Permanyer i Tuyet   (Barcelona, 29 de gener de 1817 - Madrid, 29 de desembre de 1864) fou un jurisconsult, polític i escriptor català, alcalde de Barcelona en 1856 i ministre d'Ultramar en 1863.

## Biografia
Va néixer a Barcelona el 29 de gener de 1817, fill del fabricant de sabó Joan Permanyer i Planagomar i de Joana Tuyet. Des de jove es va dedicar a la jurisprudència, cursant després dels estudis preliminars els dos primers anys de la carrera a Cervera i a Barcelona la resta, entre 1833 i 1839. Es va llicenciar el 14 de juny de 1839 a la Universitat de Sevilla. El 30 de setembre s'incorporaria al Col·legi d'Advocats de Barcelona. Va ser substitut de la càtedra de segon any de jurisprudència, i al següent, agregat, després secretari de la facultat, per oposició pública en 1848, catedràtic de Codis a la Universitat de Valladolid, de la qual seria traslladat a la de Barcelona, i en 1858 a la càtedra d'Història i elements de dret comú i foral, fins que en 1862 se li va concedir la categoria d'ascens, i el 15 de desembre la càtedra numerària de la filosofia del dret i dret internacional. Col·laborà a la premsa barcelonesa amb articles i composicions literàries (El Guardia Nacional. La Corona) i una obra seva fou inclosa al volum Los trobadors nous (1859); presidí els jocs florals de Barcelona el 1850.
Va ser secretari de l'Acadèmia de Jurisprudència i Legislació de Catalunya, més tard successivament vicepresident i president, aquest últim càrrec en 1862. Va ser examinador en la carrera del Notariat, jutge per a les oposicions de la càtedra de Retòrica i poètica de l'institut de San Isidro i per la de dret civil i comerç, vacant a Salamanca en 1862, advocat suplent dels magistrats en l'Audiència, diputat de la Junta del Col·legi; individu del Consell de disciplina, de la Universitat i de la Comissió Científica de l'Institut català de San Isidro; director de la secció d'història en l'Acadèmia de Bones Lletres de Barcelona; comissionat per a la reconstrucció de la universitat, consultor substitut del Tribunal de Comerç i principal de l'ajuntament, de societats de crèdit, de l'hospital, de la batllia del Reial patrimoni, tresorer de l'associació de Socors mutus d'advocats, vocal de la Junta per a la restauració del monestir de Montserrat i de la comissió directiva de l'Institut de San Isidro, president de la comissió d'informes sobre el projecte de Codi Civil i del consistori de Jocs Florals, i membre de la Societat Econòmica del País en 1860. Va mantenir una bona amistat amb Estanislau Reynals i Rabassa.
Milità al Partit Moderat i després a la Unió Liberal. Va ser escollit diputat pel districte de la Universitat de Barcelona, va prendre seient al Congrés el 8 de febrer de 1858, i fou reelegit tres vegades pel de Sant Pere, sense que l'última arribés a jurar el càrrec. Entre juliol i octubre de 1856 va ser alcalde de Barcelona. L'abril del 1862 va ser nomenat vicepresident del Congrés i en 1863 va ser cridat als Consells de la corona per la reina Isabel II, exercint el càrrec de ministre d'Ultramar entre el 6 d'agost i el 29 de novembre de 1863.
Va caure greument malalt a Barcelona el 18 de desembre de 1863, tement-se per la seva vida i arribant a rebre la Unció dels malalts. No obstant això va aconseguir recuperar-se, encara que recauria a la fi de 1864. Va morir a les dues de la matinada del 28 de desembre de 1864 a causa d'una paràlisi cardíaca, quan estaven a la seva casa el senyor de Fábregas i Laureà Figuerola. Col·laborà a l'edició de las Siete Partidas.